# پفک هندی
پفک هندی یا فارفار یک غذای تنقلات هندی است که عمدتاً از نشاسته سیب زمینی و ساگوی رنگی تشکیل شده‌است. آنها همچنین ممکن است حاوی تاپیوکا و آرد گندم باشند. وقتی سرخ می‌شوند، فوراً پف می‌کنند، یا به عنوان میان‌وعده خورده می‌شوند یا مانند پاپادام برای همراهی غذا سرو می‌شوند. آنها در رنگ‌ها و اشکال مختلفی مانند ستاره‌ها، لوله‌های توخالی و مربع‌های مسطح، حلقه‌های چرخ دنده، هواپیما و اشکال مختلف حیوانات وجود دارند.